# زيمي (بافيا)
زيمي (بالإيطالية: Zeme, Lombardy)‏ هي بلدة تقع في مقاطعة بافيا بإقليم لومبارديا في شمال إيطاليا. تبلغ مساحة هذه المدينة 25 (كم²)، وترتفع عن سطح البحر م، بلغ عدد سكانها 1190 نسمة في عام 2004 حسب إحصاء المعهد الوطني للإحصاء.

## السكان
في سنة 1861 بلغ عدد السكان 2٬195 نسمة، وتطور العدد ليصل في سنة 2011 لـ 1٬082 نسمة.
يظهر هذا المخطط البياني تطور النمو السكاني لـ زيمي (بافيا)